# Regal (musikinstrument)
Regal är ett slags bärbar piporgel som förekom från 1400-talet till 1700-talet. Regalen hade enbart rörstämmor.  Ibland kunde den också ha en eller ett par små labialstämmor, exempelvis en tvåfotsflöjt eller cymbel.[källa behövs]

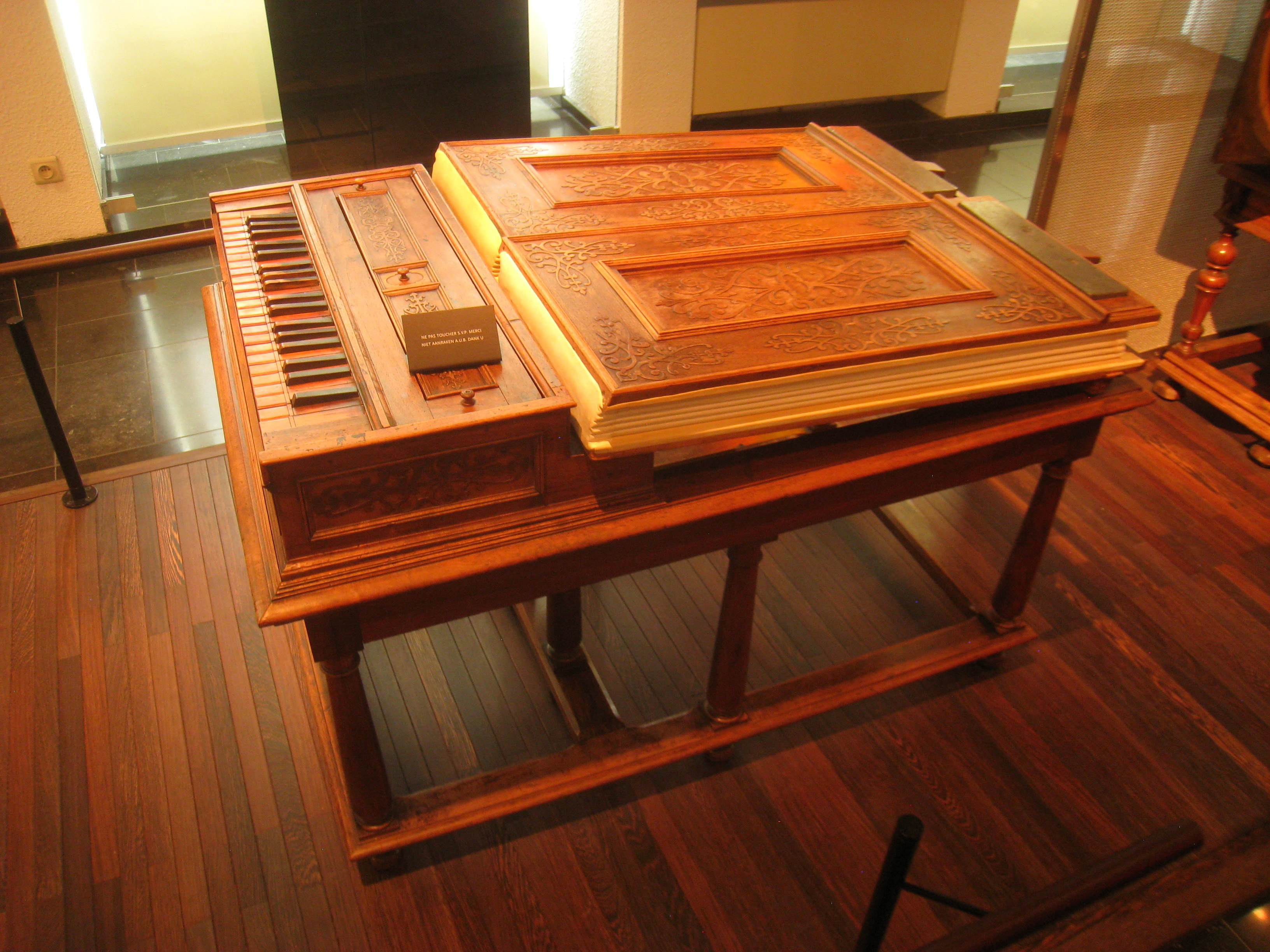
Regal från klostret i Frauenfeld, cirka 1600.

Regalen är i storlek och användning ungefärligen jämförbar med det äldre portativet. En eller två små kilbälgar fanns vanligen på baksidan eller ovanpå instrumentet, och drogs ofta av någon annan än den spelande, som i så fall kunde spela med båda händerna.
|  |
|  |

På 1500-talet skrevs en del musik för regal och Claudio Monteverdi använde instrumentet i flera av sina operor samt i sin Marienvesper från 1610. En variant av regalen, den så kallade bibelregalen, användes i  kyrkorna.